# 昭和残侠伝 唐獅子牡丹
『昭和残侠伝 唐獅子牡丹』（しょうわざんきょうでん からじしぼたん）は、1966年1月13日に公開された日本映画。監督は佐伯清、主演は高倉健、製作は東映である。昭和残侠伝シリーズの第2作。

## あらすじ
時は昭和初期。花田秀次郎は宇都宮の石材採掘請負業を営む左右田組(そうだぐみ)の客人であった。秀次郎の弟分である周平は、恋仲であるくみが左右田組親分の息子に惚れられていることを知りながら駆け落ちをする。秀次郎は駆け落ちは自分の差し金だと左右田組の親分に話を通しに行く。駆け落ちは許されたがその代わりに、同じく石材採掘請負業を営む対抗組織である榊組(さかきぐみ)の親分を斬る事を命ぜられ殺す。三年の刑期を終えた秀次郎は真っ先に榊組の親分の墓参りに行くが、墓前で偶然に榊組親分の妻子に出会う。左右田組の仁義のないやり方を出所後弟分である周平に聞かされていた秀次郎は、左右田組に痛めつけられている榊組の若い衆を助ける。

## 出演者

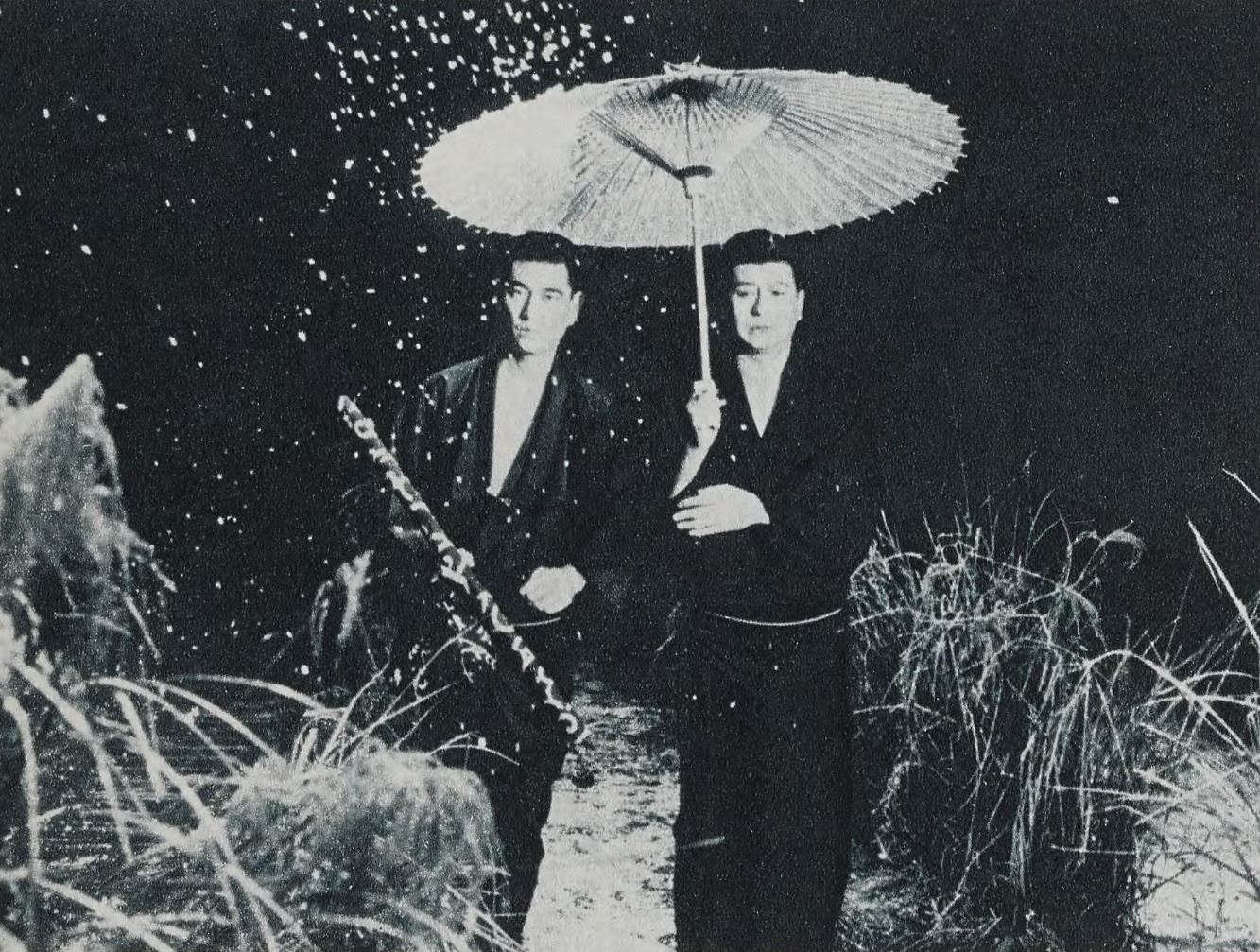
高倉健、池部良

- 花田秀次郎：高倉健
- 秋山八重：三田佳子
- 助川武：岡崎二朗
- 清川周平：津川雅彦
- 田代栄蔵：芦田伸介
- 秋山幸太郎：菅原謙二
- 左右田寅松：水島道太郎
- 金子直治：花沢徳衛
- 左右田弥市：山本麟一
- 武の恋人：城野ゆき
- 清川くみ：三島ゆり子
- 左右田徳三：今井健二
- 宮田留吉：田中春男
- 田代忠七：沢彰謙
- 寅松の子分：潮健児
- 秋山和夫：保積ペペ
- 清川千代：利根はる恵[1]
- 左右田宗二：関山耕司
- 田代安川：織本順吉
- 田代幹治：北山達也
- 寅松の子分：室田日出男
- 子分：日尾孝司
- 子分：伊達弘
- 植田灯孝
- 寅松の子分：八名信夫
- 子分：久保一
- 労働者：河合絃司
- 労働者：相馬剛三
- 清見淳
- 山之内修
- 吉田武彦
- 二宮恵子
- 労働者：佐川二郎
- 労働者：沢田浩二
- 水城一狼
- 労働者：打越正八
- 畑中圭吾：池部良

## 主題歌
『昭和残侠伝』
- 作詞：水城一狼・佐伯清
- 作曲：水城一狼
- 唄：高倉健